# Colin Edwards
Colin Edwards (Houston, Texas, 1974. február 27. –) amerikai motorversenyző,  kétszeres Superbike világbajnok. Jelenleg Yamaha és a Michelin tesztpilótája.

## Pályafutása

### A kezdetek
Az ausztrál apától származó ifjabb Colin Edwards négyévesen kezdett komolyabban foglalkozni a motorversenyzéssel, és kamaszkorára az egyik legismertebb junior pilóta lett. 1988-ban, egy kamaszkori lázadás miatt abbahagyta a versenyzést, azonban az, hogy apja rá tudta venni egy 1990-es texasi versenyen való indulásra (később meg is nyerte), döntő fontosságú volt, ugyanis ezután ismét folytatta karrierjét.
1991-ben már helyi amatőr versenyeken indult, azonban nemsokára már országos viadalokra hívták. Ebben az évben, bármilyen versenyen indult, veretlen maradt. 1992-ben, első profi szezonjában az AMA 250 köbcentiméteres kategóriájában indult. Itt rögtön bajnoki címet szerzett Kenny Roberts, Jr. előtt, miután a kilencből öt versenyt is megnyert. 1993-ban és 1994-ben az AMA Superbike-bajnokságában versenyzett, ahol előbb hatodikként, majd ötödikként zárt.

### Superbike
1995-re a gyári Yamaha csapatától kapott szerződést. Első szezonja nem sikerült jól, ugyanis még nem volt hozzászokva a folyamatos terheléshez, a sok utazáshoz. 1996-ban már jelentősen javult a teljesítménye, többször is dobogóra állhatott, az utolsó két versenyen rendezett négy futamnak például mindegyikén, ekkor már ötödik lett összetettben.
1997 nem sikerült jól számára. Bár az első öt versenyhelyszínen jól szerepelt, egyszer dobogóra is állhatott, azonban ezt követően a kisebb-nagyobb elszenvedett sérülések miatt az egész hátralévő szezont kihagyni kényszerült, így hetvenkilenc szerzett pontja mindössze a tizenkettedik helyhez volt elegendő. 1998-ban sikerült visszakapaszkodnia az élmezőnybe, ismét ötödik lett, ezen kívül további pozitívum volt számára, hogy megszerezte első futamgyőzelmeit is.
1999 volt első igazán jó szezonja. A korábbi évekhez képest sokkal kiegyensúlyozottabban teljesített, egyszer sem végzett a top 10-en kívül, ezen felül szerzett öt győzelmet, további öt alkalommal lett második vagy harmadik. Az 1999-es évadot végül másodikként zárta, pontegyenlőséggel az ausztrál Troy Corserrel. A győztes ebben az évben a sportág történetének legsikeresebb pilótája, Carl Fogarty lett. Érdekesség, hogy csapattársával, Aaron Slighttal sikerült megcsinálniuk az úgynevezett „dupla duplát”, amikor Brands Hatchben mindkét versenyen ők végeztek az első két helyen.
2000-ben Edwards megszerezte első Superbike világbajnoki címét. Az év során végig nagy harcot vívott a japán Haga Norijukival, és a bajnokság végkimenetele egészen az utolsó két versenyig kérdéses volt. Végül Hagát az utolsó versenyhétvégéről eltiltották, így Edwards gyakorlatilag tét nélkül versenyezhetett, ennek eredménye végül egy nyolcadik és egy első hely lett. A bajnoki címet kereken négyszáz ponttal szerezte meg.
2001-ben ismét második lett, miután az ausztrál Troy Bayliss kiegyensúlyozottabb teljesítményének köszönhetően harminchat ponttal megelőzte őt. 2002 volt pályafutása messze legsikeresebb idénye. Ekkor egy kivételével az összes futamon dobogóra állhatott, csak a szezonnyitó ausztrál nagydíj első futamán szorult le onnan, negyedik lett. A második amerikai futamtól kezdve egészen a szezonzáróig minden egyes alkalommal elsőként intették le, vagyis az utolsó kilenc futamát meg tudta nyerni. 552 ponttal másodszor szerezte meg a végső győzelmet, és a közelében csak Bayliss tudott végezni, aki tizenegy pontos hátránnyal fejezte be a 2002-es évet. Ők ketten kiemelkedtek a mezőnyből, az összetettben harmadikként záró Neil Hodgson már több, mint 200 pontos hátrányban volt mindkettejükhöz képest. Érdekesség, hogy Edwardson és Baylissen kívül csak a japán Tamada Makoto tudott futamot nyerni hazai versenyén, Japánban. 552 és 541 pontjukkal mindketten megdöntötték Fogarty 1999-ben felállított 489 pontos rekordját.

### MotoGP
2003-ban szerződött Európába, a MotoGP királykategóriájában ekkor még szereplő, de már súlyos problémákkal küzdő Aprilia gyári csapatához. Az egyetlen említésre méltó esemény vele kapcsolatban a Sachsenringen történt, amikor sikerült épségben leszállnia a rosszul rögzített tanksapka miatt lángra kapó motorjáról. Első európai szezonját tizenharmadikként zárta hatvankét ponttal, legjobb eredménye egy hatodik hely volt.
2004-ben a Telefónica Moivstar Honda versenyzője lett. Ebben a szezonban a Donington Parkban megszerezte első dobogós helyezését a sorozatban. Év végén az ötödik helyen zárt. 2005-re a Yamaha gyári csapatához igazolt a sokszoros világbajnok Valentino Rossi mellé. Ebben za évben teljesített a legjobban, többek között három dobogós helyezésének is köszönhetően egy helyet előrelépve az összetettben a negyedik helyen végzett.
2006-ban a csapatnál szezon elején gumiproblémák adódtak. Ez Edwardsnál végül egész évben kitartott, és abban nyilvánult meg, hogy ebben az idényben csak egyszer tudott dobogóra állni, Kínában végzett harmadikként. Egy évvel később már kétszer állhatott dobogóra, ezen kívül kétszer indulhatott pole-pozícióból, MotoGP-pályafutása során először. Le Mans-ban azért nem tudta megszerezni a győzelmet, mert a változó időjárási körülmények között rosszul döntött a gumiválasztást illetően, végül csak tizenkettedik lett. A Donington Parkban már sokkal jobb esélye volt a győzelemre, végül azonban a jobb motorral rendelkező Casey Stonert intették le elsőként.
2008-ban, bár továbbra is Yamahával versenyzett, egy szatellitcsapathoz, a Tech 3-hez szerződött, ahol csapattársa a szintén Superbike-világbajnok James Toseland lett. Az első nyolc versenyen jól teljesített, egyszer ismét az első rajtkockából indulhatott, valamint dobogóra is állhatott. A kilencedik verseny Assenben nem indult jól számára, miután az első kör végére korábbi csapattársával, Rossival történt ütközése miatt egészen az utolsó előtti helyig csúszott vissza. Végül egészen a harmadik helyig tudott felzárkózni, miután Nicky Hayden a verseny végére kénytelen volt visszavenni a tempójából, nehogy kifogyjon motorjából az üzemanyag. Év végén a hetedik helyet szerezte meg összetettben.

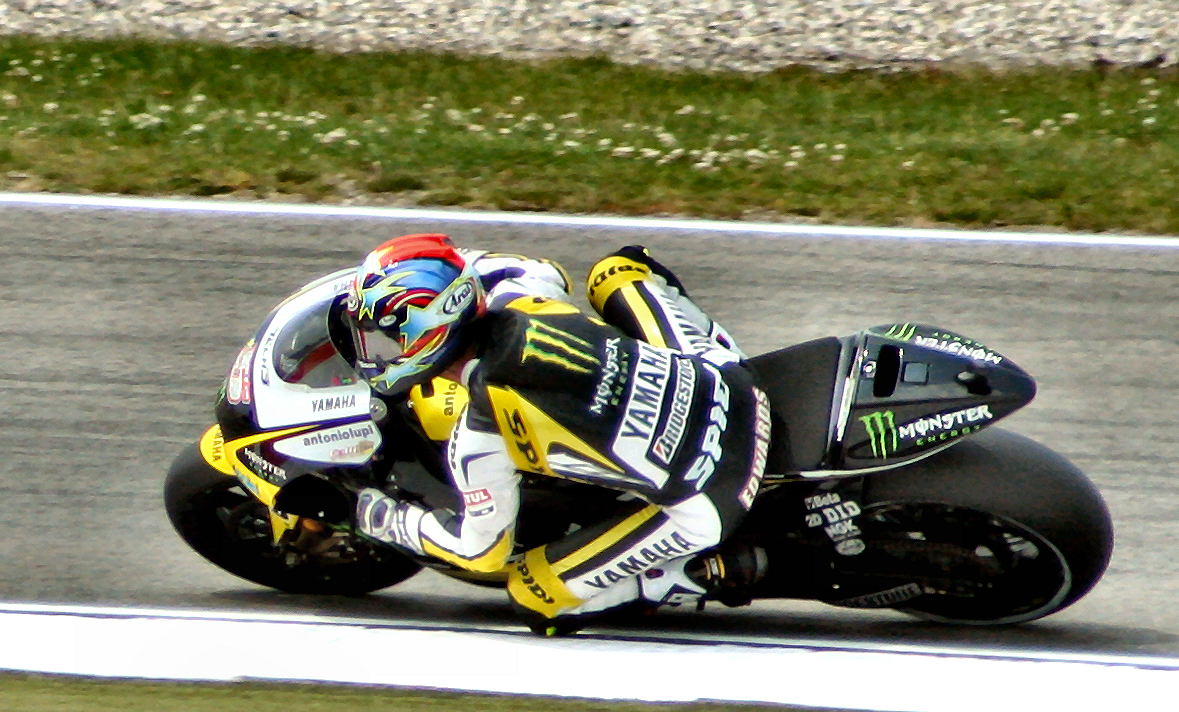
Edwards a 2009-es holland TT-n

2009 még jobban sikerült számára. Bár csak egyszer végzett dobogós helyen (Nagy-Britannia, második hely), több negyedik, ötödik és hatodik helyet szerzett, ezzel végül ötödik lett, ami azt jelentette, hogy ő volt a legjobb szatellit-versenyző. Tőle szokatlan módon egy kisebbfajta összetűzésbe keveredett kiesése után az esését okozó Alex de Angelisszel, mondván, „neki kellett volna Valentino (Rossi) szamaras sisakját viselnie”. 2010-re ismét Superbike-világbajnok csapattársat kapott honfitársa, Ben Spies személyében. Ebben az évben nem szerepelt jól, mindössze tizenegyedik lett, ezúttal dobogós helyezés nélkül.
2011-ben ismét jobban szerepelt, Nagy-Britanniában két év után ismét dobogóra állhatott, igaz, az utolsó dobogós versenyétől eltérően immár Silverstone-ban. Ez annak ellenére sikerült neki, hogy egy kulcscsontsérülés miatt egy csavarral a vállában versenyzett. Októberben bejelentette, hogy elhagyja csapatát, és 2012-ben a Forward Racing versenyzője lesz.
Az utolsó előtti versenyhétvégén, Malajziában közvetett okozója volt Marco Simoncelli halálának. Amikor Simoncelli egy jobbkanyarban megcsúszott, és már csak félig volt a motorján, pont az egymással küzdő Edwards és Rossi elé jött vissza, előbbi pedig eltalálta a még mindig nem teljesen a motorján lévő Simoncelli hátát. Az ütésnek akkora ereje volt, hogy Simoncelli sisakja több méterre tőle volt megtalálható. Halálát végül nem ez, hanem a gerinc- és nyaksérülések okozták. A balesetben eltört Edwards kulcscsontja, így a szezonzárón Josh Hayes helyettesítette.
2012-ben kezdődött karrierje levezető szakasza. Ekkor a Forward Racinghez szerződött, hogy tapasztalatával segítse a kiscsapat beilleszkedését. Első szezonjában huszonhét pontjával huszadik lett. A következő év jobban sikerült, ekkor egyszer, Katalóniában a legjobb tízbe is sikerült beférnie. Negyvenegy pontja a tizennegyedik helyhez volt elegendő. 2014-ben a szezon legelején bejelentette, hogy az lesz az utolsó szezonja, ugyanis már nem tud alkalmazkodni az új motorokhoz és az ezzel járó új vezetési stílushoz. indianapolisi verseny után kiderült, hogy már a szezont sem fejezi be, helyére az év második felére Alex de Angelis ült.

## Karrierje statisztikái

### Superbike
| Szezon   | Motor    | V   | Gy | D  | Pole | L.kör | Pont   | Poz. | VB |
| -------- | -------- | --- | -- | -- | ---- | ----- | ------ | ---- | -- |
| 1995     | Yamaha   | 20  | 0  | 2  | 0    | 1     | 141    | 11.  | –  |
| 1996     | Yamaha   | 20  | 0  | 7  | 2    | 0     | 248    | 5.   | –  |
| 1997     | Yamaha   | 8   | 0  | 1  | 0    | 1     | 79     | 12.  | –  |
| 1998     | Honda    | 24  | 3  | 6  | 0    | 0     | 277.5  | 5.   | –  |
| 1999     | Honda    | 26  | 5  | 10 | 2    | 3     | 361    | 2.   | –  |
| 2000     | Honda    | 26  | 8  | 12 | 6    | 6     | 400    | 1.   | 1  |
| 2001     | Honda    | 25  | 4  | 12 | 0    | 4     | 333    | 2.   | –  |
| 2002     | Honda    | 26  | 11 | 25 | 5    | 8     | 552    | 1.   | 1  |
| Összesen | Összesen | 175 | 31 | 75 | 15   | 23    | 2391,5 |      | 2  |

### MotoGP
| Szezon   | Kategória | Motor            | Csapat             | V   | Gy | D  | Pole | L.kör | Pont | Poz. | VB |
| -------- | --------- | ---------------- | ------------------ | --- | -- | -- | ---- | ----- | ---- | ---- | -- |
| 2003     | MotoGP    | Aprilia RS3 Cube | Aprilia            | 16  | 0  | 0  | 0    | 0     | 62   | 13.  | –  |
| 2004     | MotoGP    | Honda RC211V     | Gresini Racing     | 16  | 0  | 2  | 0    | 2     | 157  | 5.   | –  |
| 2005     | MotoGP    | Yamaha YZR-M1    | Yamaha-YMR         | 17  | 0  | 3  | 0    | 1     | 179  | 4.   | –  |
| 2006     | MotoGP    | Yamaha YZR-M1    | Yamaha-YMR         | 17  | 0  | 1  | 0    | 0     | 124  | 7.   | –  |
| 2007     | MotoGP    | Yamaha YZR-M1    | Yamaha-YMR         | 18  | 0  | 2  | 2    | 0     | 124  | 9.   | –  |
| 2008     | MotoGP    | Yamaha YZR-M1    | Tech 3             | 18  | 0  | 2  | 1    | 0     | 144  | 7.   | –  |
| 2009     | MotoGP    | Yamaha YZR-M1    | Tech 3             | 17  | 0  | 1  | 0    | 0     | 161  | 5.   | –  |
| 2010     | MotoGP    | Yamaha YZR-M1    | Tech 3             | 18  | 0  | 0  | 0    | 0     | 103  | 11.  | –  |
| 2011     | MotoGP    | Yamaha YZR-M1    | Monster Tech 3     | 15  | 0  | 1  | 0    | 0     | 109  | 9.   | –  |
| 2012     | MotoGP    | Suter MMX1       | NGM Forward Racing | 16  | 0  | 0  | 0    | 0     | 27   | 20.  | –  |
| 2013     | MotoGP    | FTR Kawasaki     | NGM Forward Racing | 18  | 0  | 0  | 0    | 0     | 41   | 14.  | –  |
| 2014     | MotoGP    | Forward Yamaha   | NGM Forward Racing | 10  | 0  | 0  | 0    | 0     | 11   | 22.  | –  |
| Összesen |           |                  |                    | 196 | 0  | 12 | 3    | 3     | 1242 |      | 0  |

## Teljes Superbike-eredménylistája
| Év   | Motor  | 1       | 1     | 2       | 2       | 3      | 3      | 4       | 4       | 5      | 5      | 6       | 6       | 7       | 7      | 8      | 8      | 9     | 9      | 10      | 10    | 11    | 11    | 12     | 12     | 13    | 13      | Poz. | Pont  |
| Év   | Motor  | V1      | V2    | V1      | V2      | V1     | V2     | V1      | V2      | V1     | V2     | V1      | V2      | V1      | V2     | V1     | V2     | V1    | V2     | V1      | V2    | V1    | V2    | V1     | V2     | V1    | V2      | Poz. | Pont  |
| ---- | ------ | ------- | ----- | ------- | ------- | ------ | ------ | ------- | ------- | ------ | ------ | ------- | ------- | ------- | ------ | ------ | ------ | ----- | ------ | ------- | ----- | ----- | ----- | ------ | ------ | ----- | ------- | ---- | ----- |
| 1995 | Yamaha | GER 7   | GER 5 | SMR Ret | SMR Ret | GBR 18 | GBR 12 | ITA 3   | ITA 5   | ESP 10 | ESP 11 | AUT 9   | AUT Ret | USA 8   | USA 9  | GBR 5  | GBR 2  | JPN 6 | JPN 10 | NED Ret | NED 6 | INA   | INA   | AUS    | AUS    |       |         | 11.  | 141   |
| 1996 | Yamaha | SMR 11  | SMR 7 | GBR 6   | GBR 4   | GER 3  | GER 5  | ITA 3   | ITA 5   | CZE 6  | CZE 7  | USA 4   | USA Ret | GBR 4   | GBR 3  | INA 5  | INA 4  | JPN   | JPN    | NED     | NED   | ESP 2 | ESP 3 | AUS 2  | AUS 3  |       |         | 5.   | 248   |
| 1997 | Yamaha | AUS Ret | AUS 2 | SMR 6   | SMR 8   | GBR 5  | GBR 6  | GER 7   | GER 5   | ITA    | ITA    | USA     | USA     | GBR     | GBR    | AUT    | AUT    | NED   | NED    | ESP     | ESP   | JPN   | JPN   | INA    | INA    |       |         | 12.  | 79    |
| 1998 | Honda  | AUS 7   | AUS 7 | GBR 6   | GBR 7   | ITA 1  | ITA 1  | ESP 5   | ESP Ret | GER 2  | GER 2  | SMR 3   | SMR 4   | RSA 9   | RSA 4  | USA 11 | USA 10 | GBR 1 | GBR 4  | AUT 7   | AUT 9 | NED 5 | NED 4 | JPN 13 | JPN 13 |       |         | 5.   | 279,5 |
| 1999 | Honda  | RSA 5   | RSA 4 | AUS 3   | AUS 3   | GBR 3  | GBR 1  | ESP Ret | ESP 1   | ITA 2  | ITA 2  | GER Ret | GER 4   | SMR 6   | SMR 7  | USA 4  | USA 5  | GBR 1 | GBR 1  | AUT 1   | AUT 8 | NED 5 | NED 5 | GER 4  | GER 5  | JPN 9 | JPN 9   | 2.   | 361   |
| 2000 | Honda  | RSA 1   | RSA 1 | AUS 5   | AUS 5   | JPN 5  | JPN 3  | GBR 1   | GBR Ret | ITA 2  | ITA 1  | GER 4   | GER 2   | SMR Ret | SMR 10 | ESP 5  | ESP 4  | USA 2 | USA 4  | GBR 10  | GBR 6 | NED 1 | NED 5 | GER 1  | GER 1  | GBR 8 | GBR 1   | 1.   | 400   |
| 2001 | Honda  | ESP 6   | ESP 4 | RSA 1   | RSA Ret | AUS 1  | AUS C  | JPN 12  | JPN 13  | ITA 2  | ITA 2  | GBR 5   | GBR 6   | GER 1   | GER 3  | SMR 3  | SMR 11 | USA 6 | USA 6  | GBR 3   | GBR 5 | GER 1 | GER 2 | NED 3  | NED 10 | ITA 3 | ITA Ret | 2.   | 333   |
| 2002 | Honda  | ESP 4   | ESP 3 | AUS 2   | AUS 2   | RSA 2  | RSA 3  | JPN 1   | JPN 2   | ITA 3  | ITA 2  | GBR 1   | GBR 2   | GER 2   | GER 2  | SMR 2  | SMR 2  | USA 3 | USA 1  | GBR 1   | GBR 1 | GER 1 | GER 1 | NED 1  | NED 1  | ITA 1 | ITA 1   | 1.   | 552   |

## Teljes MotoGP-eredménylistája
(Táblázat értelmezése)

(Félkövér: pole-pozícióból indult; dőlt: leggyorsabb kört futott) 

| Év   | Osztály | Csapat         | 1       | 2       | 3       | 4       | 5       | 6       | 7       | 8       | 9       | 10      | 11      | 12      | 13      | 14      | 15      | 16      | 17      | 18     | Helyezés | Pont |
| ---- | ------- | -------------- | ------- | ------- | ------- | ------- | ------- | ------- | ------- | ------- | ------- | ------- | ------- | ------- | ------- | ------- | ------- | ------- | ------- | ------ | -------- | ---- |
| 2003 | MotoGP  | Aprilia        | JPN 6   | SAF Ret | SPA 14  | FRA 10  | ITA 9   | CAT Ret | NED 7   | GBR 10  | GER 14  | CZE 12  | POR 14  | BRA 13  | PAC 17  | MAL 13  | AUS 16  | VAL 8   |         |        | 13       | 62   |
| 2004 | MotoGP  | Honda          | SAF 7   | SPA 7   | FRA 5   | ITA 12  | CAT 5   | NED 6   | BRA 6   | GER 5   | GBR 2   | CZE 7   | POR 9   | JPN Ret | QAT 2   | MAL 11  | AUS 4   | VAL 8   |         |        | 5        | 157  |
| 2005 | MotoGP  | Yamaha         | SPA 9   | POR 6   | CHN 8   | FRA 3   | ITA 9   | CAT 7   | NED 3   | USA 2   | GBR 4   | GER 8   | CZE 7   | JPN 6   | MAL 10  | QAT 4   | AUS 6   | TUR 7   | VAL 8   |        | 4        | 179  |
| 2006 | MotoGP  | Yamaha         | SPA 11  | QAT 9   | TUR 9   | CHN 3   | FRA 6   | ITA 12  | CAT 5   | NED 13  | GBR 6   | GER 12  | USA 9   | CZE 10  | MAL 10  | AUS Ret | JPN 8   | POR 4   | VAL 9   |        | 7        | 124  |
| 2007 | MotoGP  | Yamaha         | QAT 6   | SPA 3   | TUR Ret | CHN 11  | FRA 12  | ITA 12  | CAT 10  | GBR 2   | NED 6   | GER 4   | USA 11  | CZE Ret | SMR 9   | POR 10  | JPN 14  | AUS 9   | MAL 10  | VAL 13 | 9        | 124  |
| 2008 | MotoGP  | Yamaha         | QAT 7   | SPA Ret | POR 4   | CHN 7   | FRA 3   | ITA 5   | CAT 5   | GBR 4   | NED 3   | GER Ret | USA 14  | CZE 14  | SMR 10  | IND 15  | JPN 7   | AUS 8   | MAL 8   | VAL 6  | 7        | 144  |
| 2009 | MotoGP  | Yamaha         | QAT 4   | JPN 12  | SPA 7   | FRA 7   | ITA 6   | CAT 7   | NED 4   | USA 7   | GER 9   | GBR 2   | CZE 7   | IND 5   | SMR Ret | POR 5   | AUS 5   | MAL 13  | VAL 4   |        | 5        | 161  |
| 2010 | MotoGP  | Yamaha         | QAT 8   | SPA 12  | FRA 12  | ITA 13  | GBR 9   | NED 8   | CAT 11  | GER Ret | USA 7   | CZE 7   | IND Ret | SMR 7   | ARA 12  | JPN 5   | MAL Ret | AUS 7   | POR 7   | VAL 12 | 11.      | 103  |
| 2011 | MotoGP  | Yamaha         | QAT 8   | SPA Ret | POR 6   | FRA 13  | CAT DNS | GBR 3   | NED 7   | ITA 9   | GER 10  | USA 8   | CZE 8   | IND 7   | RSM 13  | ARA 13  | JPN 8   | AUS 5   | MAL C   | VAL    | 9.       | 109  |
| 2012 | MotoGP  | Suter          | QAT 12  | SPA 16  | POR DNS | FRA     | CAT NC  | GBR 16  | NED Ret | GER 12  | ITA Ret | USA 13  | IND 13  | CZE 13  | RSM 11  | ARA 18  | JPN 13  | MAL Ret | AUS Ret | VAL 14 | 20.      | 27   |
| 2013 | MotoGP  | FTR Kawasaki   | QAT Ret | AME Ret | SPA 15  | FRA 16  | ITA 14  | CAT 9   | NED 17  | GER 13  | USA 12  | IND 13  | CZE 11  | GBR 14  | RSM 12  | ARA 16  | MAL 15  | AUS 12  | JPN 12  | VAL 15 | 14.      | 41   |
| 2014 | MotoGP  | Forward Yamaha | QAT 9   | AME Ret | ARG 20  | SPA Ret | FRA 17  | ITA 15  | CAT 18  | NED 22  | GER 20  | IND 13  | CZE     | GBR     | RSM     | ARA     | JPN     | AUS     | MAL     | VAL    | 22.      | 11   |